# Michel Crespy
 (février 2022).
Pour les articles homonymes, voir Crespy.
Œuvres principales
Chasseurs de têtes (2000)
Michel Crespy, né le 5 juin 1946 à Lasalle dans le Gard, est un sociologue, journaliste et romancier français.

## Biographie
Journaliste et sociologue, il est maître de conférences en sociologie et enseigne à l’université Paul-Valéry Montpellier 3. Il est militant de la Convention des institutions républicaines, puis au Parti socialiste.
Comme écrivain, après la publication de quelques romans de mœurs et récits psychologiques, il se lance en 2000 dans le roman policier avec Chasseurs de têtes, où Jérôme Carceville, un cadre supérieur au chômage, affronte la batterie de tests d'une multinationale avant de se retrouver, avec quinze finalistes, dans un hôtel sis sur un lac alpin pour l'ultime épreuve qui assurera au vainqueur le poste convoité. Traduit en neuf langues, ce titre remporte le grand prix de littérature policière en 2001.

## Œuvre

### Romans
- Le Printemps du bateleur, Paris, Éditions Fayard, 1976, 183 p.  (ISBN 2-213-00412-9)
- La Destruction de Bellegarde, Paris, Éditions Fayard, 1977, 318 p.  (ISBN 2-213-00546-X)
- Les Voyages de l’épicier, Paris, Éditions Fayard, 1978, 238 p.  (ISBN 2-213-00645-8)
- La Princesse sans mémoire, Paris, Éditions Fayard, 1981, 206 p.  (ISBN 2-7021-0415-0)
- Roman d’amour, Paris, Éditions Calmann-Lévy, 1984, 251 p.  (ISBN 2-7021-1317-6)

### Romans policiers
- Chasseurs de têtes, Paris, Éditions Denoël, 2000, 375 p.  (ISBN 2-207-25114-4) ; réédition, Paris, Gallimard Folio policier no 250, 2002
- L’Affaire Léopold, Paris, Éditions Denoël, 2007, 531 p.  (ISBN 2-207-25171-3)

## Prix
- Grand prix de littérature policière 2001 pour Chasseurs de têtes[1]